# NGC 198
NGC 198 este o galaxie spirală situată în constelația Peștii. A fost descoperită în 25 decembrie 1790 de către William Herschel. De asemenea, a fost observată încă o dată în 24 septembrie 1862 de către Heinrich Louis d'Arrest și încă o dată de către Herman Schultz.